# Jarzębowo
Jarzębowo [jaʐɛmˈbɔvɔ] (Jarmbow của Đức) là một ngôi làng thuộc khu hành chính của Gmina Wolin, thuộc hạt Kamień, West Pomeranian Voivodeship, ở phía tây bắc Ba Lan. Nó nằm khoảng 8 kilômét (5 mi) phía bắc của Wolin, 12 km (7 mi) về phía tây nam Kamień Pomorski và 55 km (34 mi) phía bắc thủ đô khu vực Szczecin.